# Большая Парманжа
Большая Парманжа — река в России, протекает по Онежскому району Архангельской области. Устье реки находится в 6,9 км от устья реки Верхней по левому берегу. Длина реки составляет 17 км, площадь водосборного бассейна — 53,9 км².

## Данные водного реестра
По данным государственного водного реестра России относится к Балтийскому бассейновому округу, водохозяйственный участок реки — Водла, оз. Водлозеро, речной подбассейн реки — Свирь (включая реки бассейна Онежского озера). Относится к речному бассейну реки Нева (включая бассейны рек Онежского и Ладожского озера).
Код объекта в государственном водном реестре — 01040100312102000016280.